# Beauty of Stoke (manzana)
Beauty of Stoke es el nombre de una variedad cultivar de manzano (Malus domestica).
Variedad de manzana de procedencia parental desconocida. Criado por el Sr. Doe jardinero jefe de "Lord Saville" en Rufford Abbey Nottinghamshire, Inglaterra y presentado en los circuitos comerciales por el viverista "Veitch". Registrado en 1889. Recibió un Certificado de Primera Clase de la Royal Horticultural Society en 1890. Las frutas tienen una pulpa seca y gruesa con un sabor subácido

## Historia
'Beauty of Stoke' es una variedad de manzana de procedencia parental desconocida. Criado por el Sr. Doe jardinero jefe de "Lord Saville" en Rufford Abbey Nottinghamshire, Inglaterra (Reino Unido). Fue presentado en los circuitos comerciales por el viverista "Veitch". Descrito y registrado en 1889. Recibió un Certificado de Primera Clase de la Royal Horticultural Society en 1890.
'Beauty of Stoke' se cultiva en la National Fruit Collection con el número de accesión: 2000-019 y Accession name: Beauty of Stoke.

## Características
'Beauty of Stoke' tiene un tiempo de floración que comienza a partir del 10 de mayo con el 10% de floración, para el 15 de mayo tiene una floración completa (80%), y para el 23 de mayo tiene un 90% de caída de pétalos. Presenta vecería.
'Beauty of Stoke' tiene una talla de fruto medio; forma truncado cónica, altura 65.00mm y anchura 70.00mm; con nervaduras débiles, y corona ausente; epidermis de piel lisa con color de fondo verde amarillento, importancia del sobre color muy débil, con color del sobre color marrón, con sobre color patrón rayas / manchas, presentando mancha de color marrón y en la cara expuesta al sol con algunas rayas más oscuras rojizo marrón, presenta numerosas lenticelas más claras, "russeting" (pardeamiento áspero superficial que presentan algunas variedades) muy bajo; cáliz tamaño mediano y parcialmente abierto, colocado en una cuenca de profundidad media y ancha; pedúnculo corto y de grosor medio, colocado en una cavidad de mediana profundidad, muy estrecha con un ligero "russeting"; carne de color blanco cremoso, de textura firme, y gruesa. Sabor seco y dulce.
Su tiempo de recogida de cosecha se inicia a mediados de octubre. Se conserva bien durante más de dos meses en cámara frigorífica.

## Progenie
'Beauty of Stoke' es el Parental-Madre de la variedades cultivares de manzana:
- Corry's Wonder.[4]

## Usos
Buena manzana para consumo en fresco como postre de manzana, pero también se usa con frecuencia para cocinar. Hace una salsa dulce de color amarillo brillante.

## Ploidismo
Diploide, auto estéril. Grupo de polinización: E, Día 16.